# Club Atlético Liberal Argentino
Il Club Atlético Liberal Argentino è stata una società calcistica argentina di Buenos Aires, fondata il 15 settembre 1906.

## Storia
La società venne fondata a Buenos Aires nel 1906. Nel 1911 diversi membri del Club Almagro passarono al Liberal Argentino, aumentandone il numero di soci; cinque anni dopo, nel 1916, essi decisero di fare ritorno al club d'origine. Nel 1923 vinse la seconda divisione dell'Asociación Amateurs de Football, ottenendo quindi il diritto di partecipare alla Primera División 1924. Il suo primo campionato di massima serie terminò con il 20º posto. La stagione seguente migliorò la propria prestazione, assestandosi all'11º posto. Nell'ultima edizione del torneo della AAm chiuse in 22ª posizione. Nel 1927 partecipò alla Primera División della neonata AAAF, risultante dell'unione tra AAm e AAF. In quell'anno, il club contava 785 soci, e disponeva di un capitale di 14.820 pesos. In quel torneo si classificò 22º. Nel 1928 retrocesse in virtù del 34º piazzamento su 36 squadre totali. Nel 1931 vinse la seconda serie della AAF, la federazione amatoriale in cui aveva deciso di rimanere, non aderendo alla Liga Argentina de Football che istituì il professionismo nel calcio argentino. Tornò così a disputare un torneo di massima serie nel 1932, ottenendo l'11ª posizione. Nel 1933 raggiunse il proprio miglior piazzamento di sempre, chiudendo la Primera División al 6º posto. Dopo aver disputato l'edizione del 1934, il club si sciolse.

## Palmarès

### Competizioni nazionali
- División Intermedia (AAm): 1

1923
- Primera División B (AAF): 1

1931